# Karl Kohaut
Ne doit pas être confondu avec Josef Kohaut.
Karl Ignaz Augustin Kohaut (Carolus Ignatius Augustinus) (Vienne, 26 août 1726 – 6 août 1784) est un luthiste et compositeur autrichien d'origine bohémienne. Il est considéré (avec Joachim Bernhard Hagen) comme un des principaux compositeurs de musique pour luth à l'époque classique.

## Biographie

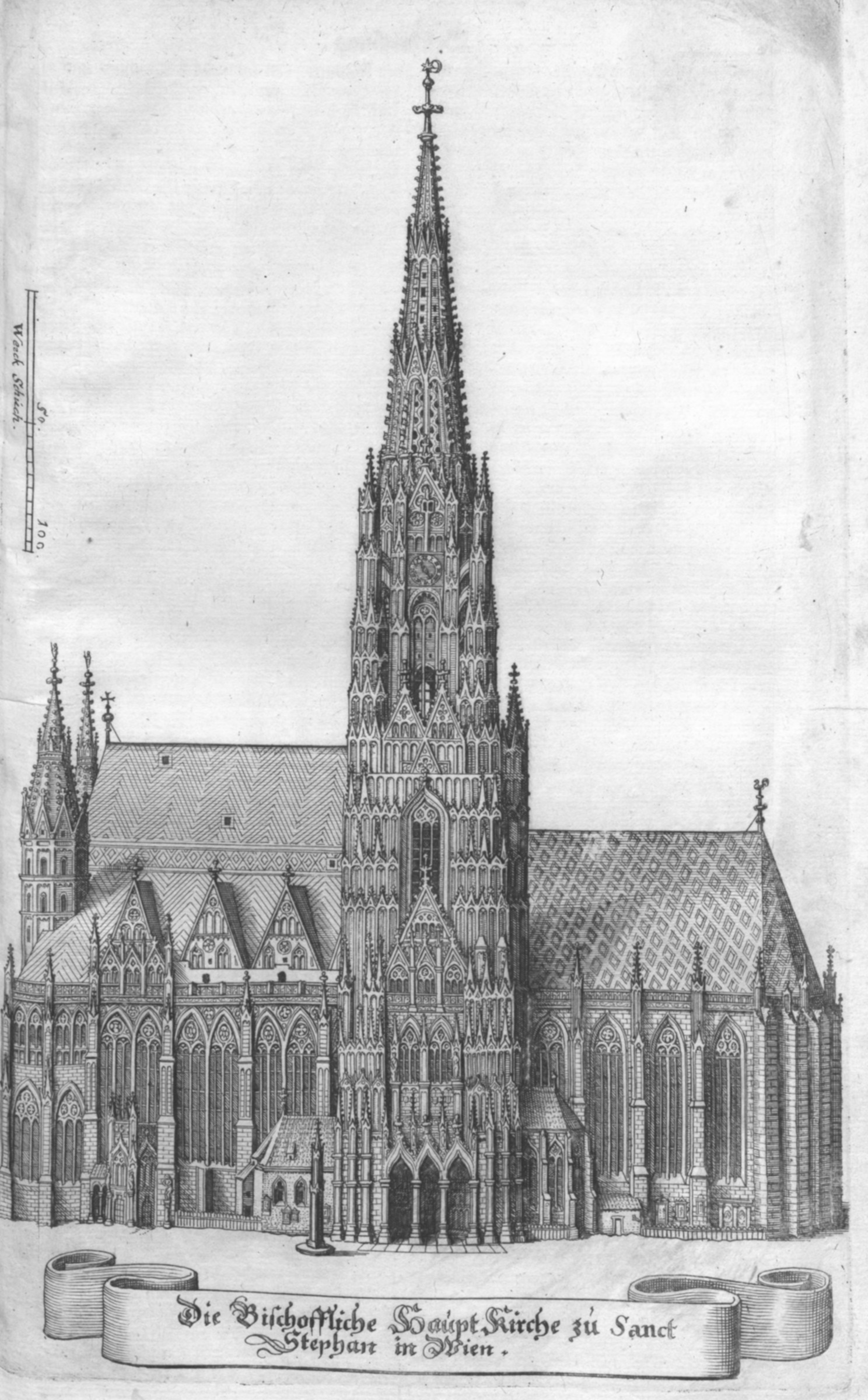
La Cathédrale Saint-Étienne de Vienne, gravure de la fin du XVIIe siècle.

Karl Kohaut est né d'un père musicien, Jacob Carl Kohaut, exerçant à la cour du prince Adam-François de Schwarzenberg et Elisabeth née Filade, originaire d'Olomouc. Il est baptisé à la cathédrale Saint-Étienne à Vienne. Sa formation musicale est inconnue. Seule la profession de son père laisse imaginer l'éducation à la maison. En revanche rien n'explique le choix du luth, instrument en déclin à l'époque. Karl Kohaut poursuit une double carrière de diplomate et de musicien (comme Karl von Ordóñez son contemporain). Il entre dans la fonction publique autrichienne en 1756 ou 1757, comme un petit fonctionnaire à la chancellerie d'État. En 1778, il atteint le poste de secrétaire de la cour. Ses liens avec le futur Joseph II semblent avoir favorisé sa carrière et il l'accompagne dans ses déplacements.

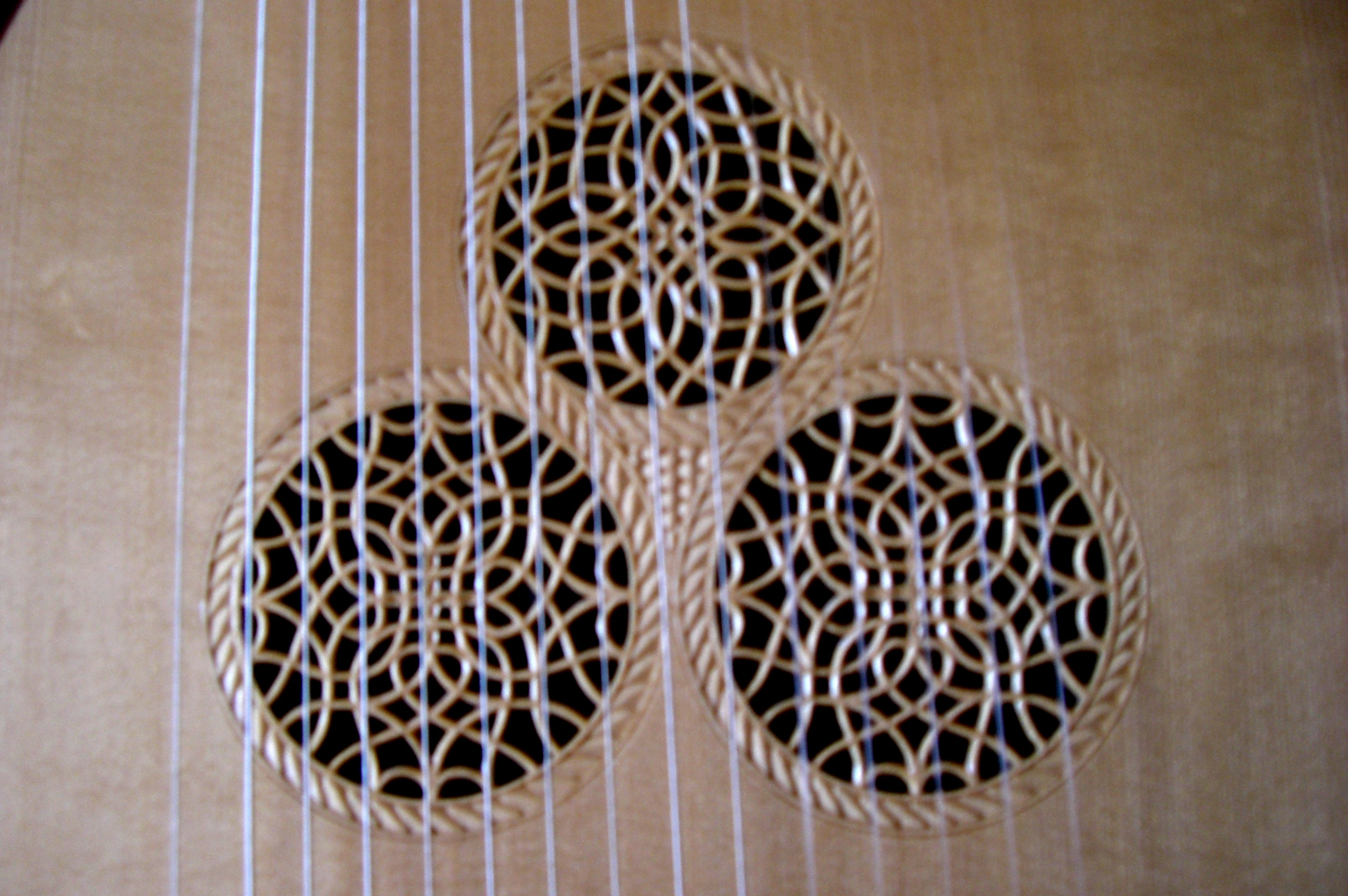
Cordes et rosace d’un luth.

En tant que violoniste, il participe aux concerts donnés chaque dimanche chez Gottfried van Swieten (dans les quatuors de Haydn et Mozart, mais aussi des cantates de Bach et des oratorios de Haendel), mais il est plus largement admiré comme luthiste.  Ernst Ludwig Gerber dans son Musicalisches Encyclopédie (1790) le décrit comme « le plus grand luthiste actuellement en vie ». Il est connu pour avoir donné en tant que soliste l'un de ses concertos pour luth à la Tonkünstler-Societät le 17 mars 1777, et dans le même concert, une de ses symphonies.
Kohaut a écrit sept concertos pour luth, qui sont de beaux exemples du genre d'exception. Le concerto en fa majeur, probablement le mieux connu, a été enregistré quatre fois : par Julian Bream, Alirio Díaz, John Schneiderman et Hopkinson Smith. Les huit messes de Kohaut ont été fréquemment données dans les monastères de Melk et Göttweig, tout spécialement la Missa Sancti Willibaldi, qui a été jouée à 24 occasions à Göttweig, la dernière fois fin 1798. La symphonie en fa mineur de Kohaut est son œuvre la plus jouée durant le XXe siècle (et déjà encensé par Eduard Hanslick en 1867), enregistré sur disque noir par le label Supraphon. Il est aussi parmi les premiers compositeurs de concerto pour la contrebasse.
Il n'a aucun lien de parenté avec le compositeur bohémien Josef Kohaut, mort à Paris probablement en 1777, souvent confondu avec lui et dont une symphonie est parue dans un recueil parisien en 1758, La Melodia Germanica avec d'autres œuvres de Stamitz, Richter et Wagenseil.

## Œuvres

### Musique de chambre
- 3 divertimentos, luth, 2 violons, basse
- 5 divertimentos, luth ; Sonate pour luth
- 7 trios, 1 pour luth, violon, basse, 6 pour 2 violons, basse
- 7 partitas, 2 violons, basse ; Quatuor, 2 violons, alto, basse ; Trio pour flûte, violon, basse
- 1 sonate pour luth

### Orchestre
- 12 symphonies
- 7 concertos pour luth (Londres, 1996 ; éd. D. Young)
- 1 Concerto pour contrebasse

### Musique vocale
- Applausus Mellicensis, cantate (1764)
- 8 messes

## Discographie
- J’étais le luthiste de Haydn : Divertimento Primo, Concerto pour contrebasse, Concerto en si-bémol majeur pour luth, Symphonie en fa mineur - Ensemble Ars Antiqua Austria, dir. Gunar Letzbor (26-29 mars 2008, Challenge Classics CC 72323) (OCLC 527982033)
- Bach, Weiss, Kropffganss, Rust « Musique pour luth et violon » (Kohaut, Trietto en la majeur pour luth, violon & violoncelle) - Lutz Kirchhof, luth ; Giuliano Carmignola, violon ; Francesco Galligioni, violoncelle (2000, Sony SK 51351)
- Concerto en fa majeur (et autres concertos pour luth de Fasch, Haydn, Hagen) - Hopkinson Smith, luth ; Chiara Banchini et David Plantier, violons ; David Courvoisier, alto ; Roel Dieltiens, violoncelle piccolo (10 mai 1998, Astrée/Auvidis E 8641)
- 5 concertos pour luth, Divertimento en si-bémol majeur - Ensemble Galanterie : John Schneiderman, luth ; Elizabeth Blumenstock, Lisa Weiss, violons ; William Skeen, violoncelle (Hänssler/Profil PH05018)[3]